# J. Storrs Hall

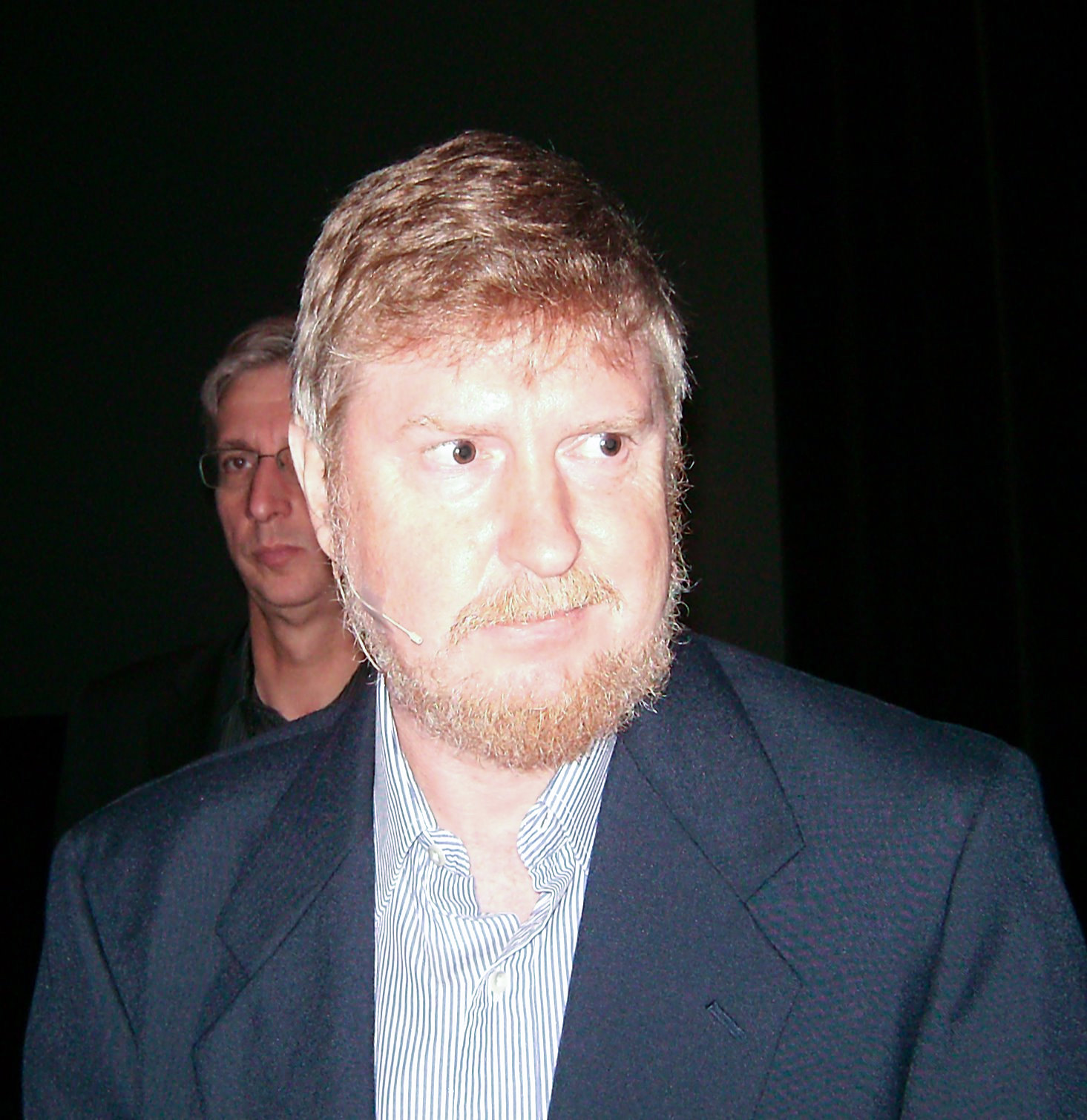
Hall in 2007

John Storrs Hall wordt beschouwd als een van de belangrijkste denkers op het gebied van de moleculaire nanotechnologie. Hij stichtte de sci.nanotech Usenet nieuwsgroep en was er moderator gedurende 10 jaar. Hij schreef verschillende verhandelingen in verband met nanotechnologie en bedacht verschillende nieuwe toepassingen zoals robotmist (Utility fog), de ruimtekade en een vliegende wagen.
Dr. Hall is de auteur van Nanofuture: What's Next for Nanotechnology (ISBN 1-59102-287-8), hoofdwetenschapper aan het bedrijf Nanorex Inc., lid van het "Molecular Engineering Research Institute" en coresearcher aan het "Institute for Molecular Manufacturing".
Zijn naam is niet Josh Hall, ofschoon hij vaak met deze naam naar zichzelf verwijst.  "Josh" is een samentrekking van zijn initialen.

## Quote
"Enkel een gek gelooft dat hij onverbeterbaar is"